# Lagrange (Territoire de Belfort)
Lagrange (deutsch früher Scheuern) ist eine französische Gemeinde mit 139 Einwohnern (Stand: 1. Januar 2022) im Territoire de Belfort in der Region Bourgogne-Franche-Comté. Die Bewohner werden Lagrangeois und Lagrangeoises genannt.

## Geographie
Lagrange liegt auf 377 m Meereshöhe, etwa zehn Kilometer ostnordöstlich der Stadt Belfort (Luftlinie). Das Straßenzeilendorf erstreckt sich im Norden der Burgundischen Pforte, auf dem Plateau im Vorland der Vogesen, zwischen den Talmulden der Madeleine im Westen und des Ruisseau de Saint-Nicolas im Osten.

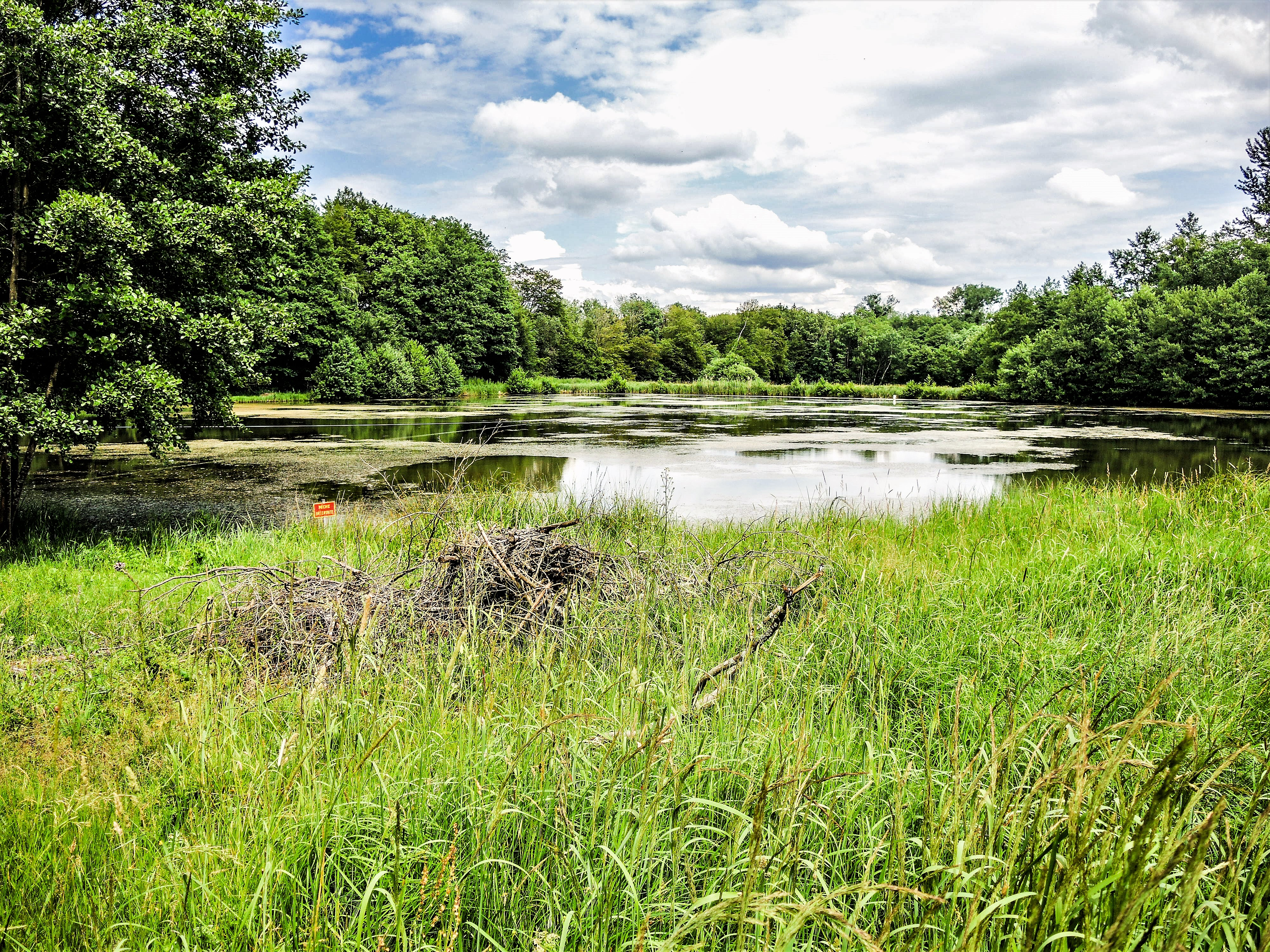
Étang de Lagrange

Die Fläche des 0,93 km² großen Gemeindegebiets umfasst einen Abschnitt der nur schwach reliefierten Landschaft im Bereich der Burgundischen Pforte (Trouée de Belfort). Das gesamte Gebiet wird von einem Plateau eingenommen, das durchschnittlich auf 375 m liegt und ganz leicht gegen Südosten geneigt ist. Es ist überwiegend mit Acker- und Wiesland bedeckt, zeigt aber auch einige Waldflächen. Auf einer Anhöhe nordwestlich des Dorfes wird mit 383 m die höchste Erhebung von Lagrange erreicht.
Nachbargemeinden von Lagrange sind Saint-Germain-le-Châtelet und Angeot im Norden, Larivière im Osten und Süden sowie Bethonvilliers im Westen.

## Geschichte
Erstmals urkundlich erwähnt wird Lagrange im Jahr 1322. Zunächst im Einflussbereich der Herren von Montbéliard stehend, gelangte das Dorf Mitte des 14. Jahrhunderts unter die Oberhoheit der Habsburger. Zusammen mit dem Sundgau kam Lagrange mit dem Westfälischen Frieden 1648 an die französische Krone. Seit 1793 gehörte das Dorf zum Département Haut-Rhin, verblieb jedoch nach dem Deutsch-Französischen Krieg 1871 als Teil des arrondissement subsistant du Haut-Rhin im Gegensatz zum restlichen Elsass bei Frankreich. Seit 1997 war Lagrange zunächst Teil des Gemeindeverbandes Communauté de communes du Tilleul, der 2017 in der Grand Belfort Communauté d’Agglomération aufging. Kirchlich gehört es zu Larivière.

## Bevölkerung
| Jahr      | 1962 | 1968 | 1975 | 1982 | 1990 | 1999 | 2007 | 2013 | 2020 |
| Einwohner | 34   | 26   | 35   | 56   | 94   | 101  | 96   | 119  | 139  |

Mit 139 Einwohnern (1. Januar 2022) gehört Lagrange zu den kleinsten Gemeinden des Départements Territoire de Belfort. Nachdem die Einwohnerzahl in der ersten Hälfte des 20. Jahrhunderts abgenommen hatte (1896 wurden noch 70 Personen gezählt), wurde seit Mitte der 1970er Jahre wieder ein kräftiges Bevölkerungswachstum verzeichnet. Seither hat sich die Einwohnerzahl mehr als verdreifacht.

## Wirtschaft und Infrastruktur
Lagrange war bis weit ins 20. Jahrhundert hinein ein vorwiegend durch die Landwirtschaft (Ackerbau, Obstbau und Viehzucht) und die Forstwirtschaft geprägtes Dorf. Heute gibt es einige Betriebe des lokalen Kleingewerbes und eine neue Gewerbezone am westlichen Ortsausgang. Mittlerweile hat sich das Dorf zu einer Wohngemeinde gewandelt. Viele Erwerbstätige sind auch Wegpendler, die in den Agglomerationen Belfort und Mülhausen ihrer Arbeit nachgehen.
Die Ortschaft ist verkehrstechnisch gut erschlossen. Sie liegt nahe der Departementsstraße D83 (ehemalige Route nationale 83), die von Belfort nach Mülhausen führt. Der nächste Anschluss an die Autobahn A36 befindet sich in einer Entfernung von ungefähr zwei Kilometern. Weitere Straßenverbindungen bestehen mit Bethonvilliers und Larivière.